# Snowboarding under vinter-OL 2022
Snowboarding under vinter-OL 2022 bliver afholdt i Genting Snow Park i Zhangjiakou og Big Air Shougang i Beijing, Kina. Disciplinerne vil blive afholdt fra den 5. til den 15. februar 2022. I alt vil der være 11 snowboardingbegivenheder.
I alt blev 238 pladser fordelt til snowboarddisciplinen, en tilbagegang på 20 fra vinter-OL 2018 i Pyeongchang.

## Medaljeoversigt

### Medaljetabel
*   Værtsnation ( Kina)
| Rank               | Nation                    | Guld | Sølv | Bronze | Total |
| ------------------ | ------------------------- | ---- | ---- | ------ | ----- |
| 1                  | USA                       | 3    | 1    | 0      | 4     |
| 1                  | Østrig                    | 3    | 1    | 0      | 4     |
| 3                  | Canada                    | 1    | 1    | 4      | 6     |
| 4                  | New Zealand               | 1    | 1    | 0      | 2     |
| 4                  | Kina*                     | 1    | 1    | 0      | 2     |
| 6                  | Japan                     | 1    | 0    | 2      | 3     |
| 7                  | Tjekkiet                  | 1    | 0    | 0      | 1     |
| 8                  | Slovenien                 | 0    | 1    | 1      | 2     |
| 8                  | Italien                   | 0    | 1    | 1      | 2     |
| 8                  | Australien                | 0    | 1    | 1      | 2     |
| 11                 | Norge                     | 0    | 1    | 0      | 1     |
| 11                 | Spanien                   | 0    | 1    | 0      | 1     |
| 11                 | Frankrig                  | 0    | 1    | 0      | 1     |
| 14                 | Schweiz                   | 0    | 0    | 1      | 1     |
| 14                 | Ruslands Olympiske Komité | 0    | 0    | 1      | 1     |
| Total (15 nations) | Total (15 nations)        | 11   | 11   | 11     | 33    |

## Medaljevindere

### Mænd
| Event               | Guld                         | Guld                         | Sølv                      | Sølv                    | Bronze                               | Bronze                               |
| ------------------- | ---------------------------- | ---------------------------- | ------------------------- | ----------------------- | ------------------------------------ | ------------------------------------ |
| Big air             | Su Yiming · Kina             | 182.50                       | Mons Røisland · Norge     | 171.75                  | Max Parrot · Canada                  | 170.25                               |
| Halfpipe            | Ayumu Hirano · Japan         | 96.00                        | Scotty James · Australien | 92.50                   | Jan Scherrer · Schweiz               | 87.25                                |
| Slopestyle          | Max Parrot · Canada          | 90.96                        | Su Yiming · Kina          | 88.70                   | Mark McMorris · Canada               | 88.53                                |
| Parallel storslalom | Benjamin Karl · Østrig       | Benjamin Karl · Østrig       | Tim Mastnak · Slovenien   | Tim Mastnak · Slovenien | Vic Wild · Ruslands Olympiske Komité | Vic Wild · Ruslands Olympiske Komité |
| Snowboard cross     | Alessandro Hämmerle · Østrig | Alessandro Hämmerle · Østrig | Éliot Grondin · Canada    | Éliot Grondin · Canada  | Omar Visintin · Italien              | Omar Visintin · Italien              |

### Kvinder
| Event               | Guld                               | Guld                     | Sølv                               | Sølv                       | Bronze                     | Bronze                     |
| ------------------- | ---------------------------------- | ------------------------ | ---------------------------------- | -------------------------- | -------------------------- | -------------------------- |
| Big air             | Anna Gasser · Østrig               | 185.50                   | Zoi Sadowski-Synnott · New Zealand | 177.00                     | Kokomo Murase · Japan      | 171.50                     |
| Halfpipe            | Chloe Kim · USA                    | 94.00                    | Queralt Castellet · Spanien        | 90.25                      | Sena Tomita · Japan        | 88.25                      |
| Slopestyle          | Zoi Sadowski-Synnott · New Zealand | 92.88                    | Julia Marino · USA                 | 87.68                      | Tess Coady · Australien    | 84.15                      |
| Parallel storslalom | Ester Ledecká · Tjekkiet           | Ester Ledecká · Tjekkiet | Daniela Ulbing · Østrig            | Daniela Ulbing · Østrig    | Glorija Kotnik · Slovenien | Glorija Kotnik · Slovenien |
| Snowboard cross     | Lindsey Jacobellis · USA           | Lindsey Jacobellis · USA | Chloé Trespeuch · Frankrig         | Chloé Trespeuch · Frankrig | Meryeta O'Dine · Canada    | Meryeta O'Dine · Canada    |

### Mixed
| Event                | Guld                                        | Sølv                                     | Bronze                                  |
| -------------------- | ------------------------------------------- | ---------------------------------------- | --------------------------------------- |
| Hold Snowboard cross | USA · Nick Baumgartner · Lindsey Jacobellis | Italien · Omar Visintin · Michela Moioli | Canada · Éliot Grondin · Meryeta O'Dine |